# Inami, Wakayama
Inami (印南町 Inami-chō) là thị trấn thuộc huyện Hidaka, tỉnh Wakayama, Nhật Bản. Tính đến  ngày 1 tháng 10 năm 2020, dân số ước tính thị trấn là 7.720 người và mật độ dân số là 68 người/km². Tổng diện tích thị trấn là 113,62 km².